# Pequena Guerra na Hungria

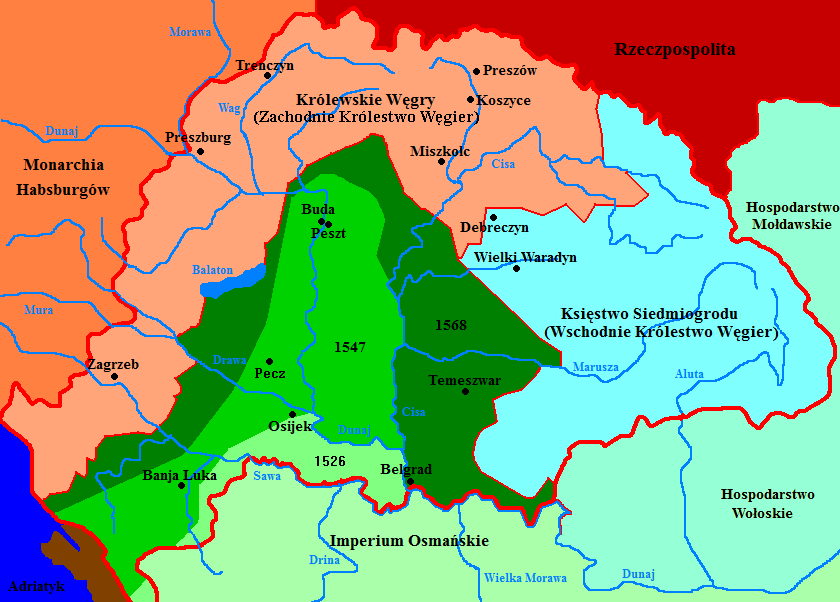
Regiões administrativas do reino da Hungria

A Pequena Guerra é um nome dado a uma série de conflitos entre os Habsburgos e seus aliados e o Império Otomano, entre 1529, logo após o término do Cerco de Viena, até o fim do Cerco de Eger. A guerra causou aos dois lados pesadas baixas com o resultado de que a campanha na Hungria terminaria em 1566.

## O contra-ataque austríaco
Após o fracasso de Solimão, o Magnífico no Cerco de Viena, em 1529, Fernando I lançou um contra-ataque em 1530 para retomar a iniciativa dos ataques e vingar a destruição deixada pelo exército de 120.000 homens do sultão otomano.
Um assalto a Buda foi repelido por João Zápolya, o vassalo rei da Hungria, mas Fernando teve sucesso na conquista de Gran e de outros fortes ao longo do rio Danúbio, uma fronteira estratégica.

## O cerco de Kőszeg
A resposta de Solimão veio em 1532, quando ele comandou um grande exército de mais de 120.000 soldados para sitiar Viena. Fernando retirou o seu exército, deixando apenas 700 homens sem canhões e poucas armas para defender Kőszeg. O Grão-Vizir dos otomanos, Ibrahim Paşa não imaginava como era tão fraca a defesa de Kőszeg. No entanto, graças à corajosa liderança imposta pelo capitão croata Nikola Jurišić a cidade repeliu cada assalto. Como conseqüência, os turcos ofereceram um acordo; a guarnição seria poupada caso aceitassem a rendição da cidade. A condição foi aceita e com o objetivo alcançado os otomanos se retiraram com a chegada das chuvas de agosto.

## Paz e Guerra
Um tratado de paz foi assinado entre Fernando e Solimão. João Zápolya foi reconhecido como rei da Hungria e como um vassalo otomano. Porém, os otomanos reconheceram as terras sob o controle dos Habsburgos na Hungria.

### O cerco de Osijek
Este tratado não satisfez nem João Zápolya, nem Fernando I cujos exércitos continuaram a se enfrentar ao longo das fronteiras. Fernando decidiu então dar um golpe decisivo em João, em 1537, enviando seus "mais hábeis" generais para conquistar Osijek, mesmo violando o tratado. O cerco de Osijek foi um fracasso de similar magnitude àquele de Mohács com o exército otomano esmagando os austríacos. No entanto, ao invés de atacar novamente Viena, Solimão, o Magnífico enviou uma cavalaria ligeira de 8.000 homens atacar Otranto no mesmo ano. As tropas foram retiradas da Itália após uma espera pela invasão francesa destinada a coordenar esforços com os otomanos não ter-se materializado. Entretanto, uma vitória otomana na batalha naval de Preveza trouxe aos Habsburgos outra derrota.
A mais humilhante derrota foi infligida aos Habsburgos em 1541. João Zápolya morreu em 1540 e seu filho tinha apenas algumas semanas de vida. Logo após a notícia da morte de João os austríacos planejaram um ataque a Buda, porém os apelos da viúva de João ao sultão Solimão foram atendidos e em 1541 o idoso general Rogendorf foi derrotado fora de Buda, antes mesmo que ele pudesse sequer cruzar o rio Danúbio para tomar a cidade.

### A campanha de Solimão (1543)
Em abril de 1543 Solimão lançou uma outra campanha na Hungria, retomando Gran e outros fortes, de modo que grande parte da Hungria estava sob controle otomano. O acordo de paz durou entre os Habsburgos e os otomanos até 1552, quando Solimão decidiu atacar Eger. O assalto não teve sucesso; os habitantes de Eger atribuíram a vitória ao consumo constante de "sangue de touro" (vinho) que lhes foi fornecido pelas mulheres. A vitória Habsburgos/Hungria em Eger veio depois de um período de grandes perdas na Hungria e a resistência de Eger deu aos austríacos boas razões para acreditarem que a Hungria era ainda um território que merecia ser defendido.

## Conseqüências
Solimão fez mais um ataque à Hungria em 1566 acreditando que uma vitória lá pudesse dar-lhe a felicidade que precisava na sua idade avançada. Ele estava demasiado velho para uma campanha e, embora tivesse morrido a sua campanha foi muito bem sucedida na conquista das terras dos austríacos na Hungria, infligindo-lhes muitas derrotas.